# Giovanni Maria Nanino
Giovanni Maria Nanino (Tivoli, 1544 circa – Roma, 11 marzo 1607) è stato un compositore e cantore italiano.
Fu un esponente di spicco della Schola Romana alla fine del XVI secolo, noto anche per l'attività didattica. Fu il fratello maggiore del compositore Giovanni Bernardino Nanino.

## Biografia
I natali di Giovanni Maria Nanino, contesi tra Vallerano e Tivoli, sembrano doversi attribuire alla città tiburtina, in base alla documentazione fornita dallo studioso Giuseppe Cascioli.
Una testimonianza dei primi studi dei fratelli Nanino fu resa da Paolo Agostini nella dedica del Libro quarto delle messe in spartitura di Paolo Agostini Lausdeo da Vallerano, Giovanni Battista Robletti, Roma, 1627: «reputo singolare l'havere costà servito per Maestro in cotesta Cappella [a Vallerano], dove l'istesso Gio.Belardino, et il fratello Gio.Maria si compiaquero esercitarsi».
Nel 1562 Nanino fu al servizio del cardinale Ippolito II d'Este. Successivamente servì come cantore nella cappella Giulia in Vaticano (1566-1568) e quindi come maestro di cappella nella Basilica di Santa Maria Maggiore (1571-1575) e nella chiesa di San Luigi dei Francesi (1575-1577) a Roma. Il 27 ottobre 1577 venne ammesso come tenore nel Collegio dei Cantori Pontifici (Cappella Sistina), dove ricoprì per almeno tre anni la carica di magister capellae (1598, 1604 e 1605).
Fu particolarmente attivo come insegnante di importanti musicisti della scuola polifonica romana: Francesco Soriano, Gregorio Allegri, Felice Anerio, Ruggero Giovannelli, Pietro Francesco Valentini e altri.

Morì a Roma l'11 marzo 1607 e venne sepolto nella chiesa di San Luigi dei Francesi, nel pavimento davanti alla cappella di S. Matteo.
Si conserva presso gli uffici del Tesoro di San Pietro (Città del Vaticano) un ritratto del compositore (qui riprodotto in alto), recante la scritta «GIOV. MARIA NANINUS», databile tra la fine del Cinquecento e l'inizio del Seicento. È probabile che sulla base di questo ritratto, il pittore Francesco Trevisani abbia realizzato l'incisione recante l'iscrizione «Giovanni Maria Nanino da Vallerano Cantore della Cappella Pontificia» che Andrea Adami da Bolsena inserì nella sua opera Osservazioni per ben regolare il coro dei cantori della Cappella Pontificia (Roma, A. de Rossi, 1711, p. 180) a corredo della scheda biografica di Nanino.
A Vallerano, dalla metà del 1800 esiste un'Associazione Musicale che porta il suo nome. Espressione musicale è la banda "Giovanni Maria Nanino".
A Tivoli, dal 1998, esiste anche un Coro polifonico con il suo nome che ha l'intento di promuovere la cultura musicale in genere e favorire il recupero della tradizione musicale dotta del proprio territorio.

## Opere
Pur non essendo un compositore particolarmente prolifico, Nanino fu straordinariamente popolare e influenzò notevolmente la musica dell'epoca. Fu infatti l'autore più spesso incluso nelle antologie stampate tra il 1555 e il 1620, con la sola eccezione di Alessandro Striggio, superando anche Marenzio e Palestrina.

La sua produzione profana è costituita in gran parte da madrigali in stile contrappuntisitico classico, ma include anche la forma più 'leggera' della canzonetta; in quest'ultimo genere, è famoso il suo Primo libro delle canzonette a tre voci, stampato per la prima volta a Venezia da Gardano nel 1593, in cui sono musicati anche testi del Petrarca. La sua espressività musicale venne spesso paragonata a quella di Luca Marenzio .

Nanino compose inoltre mottetti, lamentazioni, canoni e canzoni sacre. Nel 1980 è stata pubblicata un'edizione incompleta delle sue opere che pertanto rimangono ancora oggi in buona parte manoscritte.

### Composizioni sacre
- Motecta … nova inventione elaborata, 3–5vv, Venezia, 1586
- Missa "Vestiva i colli"
- 3 mottetti, 1614
- 5 Lamentazioni
- 2 canoni, 1605
- Composizioni varie

### Composizioni profane
- Il primo libro de' madrigali, 5vv Venezia, ?1570–5, perduto, di cui si conserva l'edizione del 1579
- Madrigali, 5vv Venezia, 1581, comprendente 13 composizioni di Annibale Stabile
- Il terzo libro de madrigali, 5vv Venezia, 1586, comprendente una composizione del fratello Giovanni Bernardino Nanino
- Il primo libro delle canzonette, 3vv Venezia, 1593